# 帕克萊恩 (愛達荷州)
帕克萊恩（英語：Parkline）是位於美國愛達荷州本瓦縣的一個人口普查指定地區。

## 地理
帕克萊恩的座標為47°20′16″N 116°41′11″W / 47.33778°N 116.68639°W，而該地最高點為海拔高度672米（即2205英尺）。

## 人口
根據2010年美國人口普查的數據，帕克萊恩的面積為1.28平方千米，當中陸地面積為1.28平方千米，而水域面積為0.00平方千米。當地共有人口80人，而人口密度為每平方千米62.5人。